# Madra (Pendjab)
Pour les articles homonymes, voir Madra.

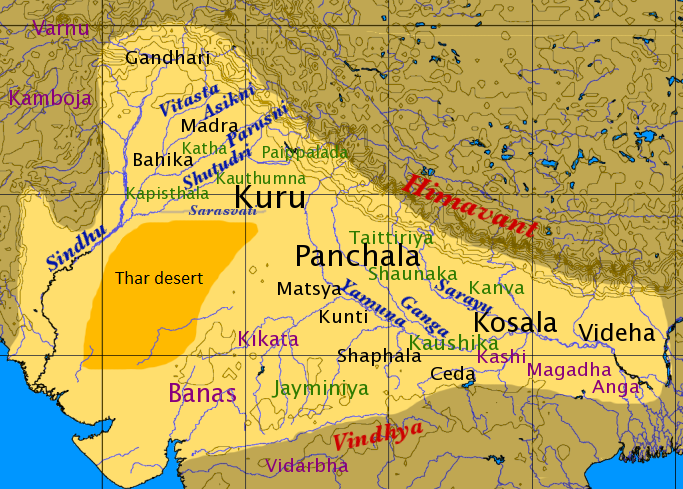
Localisation de Madra au nord de la carte.

Le Madra est un ancien royaume de la région nord-ouest du sous-continent indien. 
Son territoire s'étendait de l'Hindou Kouch, peut-être jusqu'au nord-est de l'Iran, au Pendjab et à l'actuel Haryana en Inde. 
On pense que sa capitale était la ville établie sur le site de l'actuelle Sialkot, dans la province du Pendjab au Pakistan, généralement identifiée à la ville de Sagala, prise par Alexandre le Grand en 326 avant notre ère, par la suite capitale d'un royaume gréco-bactrien et rebaptisée Euthydemia. 